# Fosses
Fosses är en kommun i departementet Val-d'Oise i regionen Île-de-France i norra Frankrike. Kommunen ligger i kantonen Luzarches som tillhör arrondissementet Sarcelles. År 2022 hade Fosses 10 249 invånare.

## Befolkningsutveckling
Antalet invånare i kommunen Fosses
| Referens: INSEE |